# Naissance en 1290
Naissance
- 1286
- 1287
- 1288
- 1289
- 1290
- 1291
- 1292
- 1293
- 1294

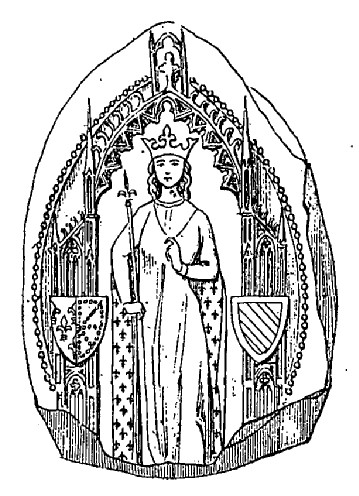
Marguerite de Bourgogne, née en 1290.

Cette page dresse une liste de personnalités nées au cours de l'année 1290 :
- 3 janvier : Constance de Portugal, ou Constance de Bourgogne et Aragón, infante portugaise et reine consort de Castille.
- 23 juin : Jakushitsu Genkō, maître rinzai japonais, poète et flûtiste et premier abbé du temple bouddhiste Eigen-ji.
- 4 août : Léopold Ier d'Autriche, duc d'Autriche et de Styrie.
- 15 octobre : Anne de Bohême, reine consort de Bohême.

- John Baconthorp, carme anglais, enseignant la théologie aux universités de Paris, d'Oxford et de Cambridge, surnommé le Doctor Resolutus dans l'histoire de la scolastique.
- Nolfo da Montefeltro, militaire et condottiere italien.
- Marguerite de Bourgogne, princesse de la première branche bourguignonne de la dynastie capétienne, reine de France et reine consort de Navarre.
- Guy Gonzague de Mantoue, noble italien, seigneur de Mantoue.
- Conrad de Plaisance, religieux franciscain italien et un ermite, canonisé par l'Église catholique romaine.
- Béatrice de Świdnica, ou Béatrice de Silésie, princesse polonaise issue de la dynastie des Piast de Silésie, duchesse de Bavière et reine consort de Germanie.
- Ke Jiusi, peintre et calligraphe de la dynastie Yuan.
- Kujō Fusazane, noble de cour  japonais (kugyō) de l'époque de Kamakura.
- Warcisław IV, duc de Poméranie.
- Richard Rolle, ermite et auteur mystique anglais.
- Buton Rinchen, maître de la lignée Sakya du bouddhisme tibétain, historien et encyclopédiste.
- Guillaume II Roger, baron de Pertuis et Saint-Rémy, vicomte de Lamothe et de Valernes, comte de Beaufort et d'Alès.
- Sesson Yūbai, prêtre bouddhiste Zen de la secte Rinzai, considéré comme le plus important poète de la littérature des cinq montagnes.
- Wang Zhen, officier de la Dynastie Yuan, Mongole) de Chine.
- Warcisław IV de Poméranie, duc de Poméranie-Wolgast et prince de Rügen.

date incertaine (vers 1290)
- Mathieu d'Arras, architecte, sculpteur et maître-maçon français, premier architecte de la cathédrale Saint-Guy de Prague.
- Thomas Bradwardine (mort en 1349), archevêque anglais de Cantorbéry.
- Bernardo Daddi, peintre italien de style du gothique italien du Trecento.
- Jean de Habsbourg, ou Jean de Souabe, duc d'Autriche et de Styrie, dit Jean Parricide.
- Jean le Bel, chanoine de Saint-Lambert.
- Ambrogio Lorenzetti, peintre  de l'école siennoise.
- Jean de Murs (mort vers 1350), mathématicien, astronome, théoricien de la musique et ecclésiastique français.

## Crédit d'auteurs
- Cet article est partiellement ou en totalité issu de l'article intitulé « 1290 » (voir la liste des auteurs).